# The Veteran
"Weteran" – zbiór opowiadań Fredericka Forsytha, których część została wydana w 2000 roku ("The Veteran", "The Miracle", "The Citizen"), reszta zaś ("The Art of the Matter" oraz "Whispering Wind") rok później. Polskie wydanie (2002) obejmuje wszystkie opowiadania.

## Lista opowiadań
- "The Veteran" ("Weteran")
- "The Miracle" ("Cud")
- "The Citizen" ("Obywatel")
- "The Art of the Matter" ("Dzieło sztuki")
- "Whispering Wind" ("Szepczący wiatr")